# Konin (Grande Polônia)

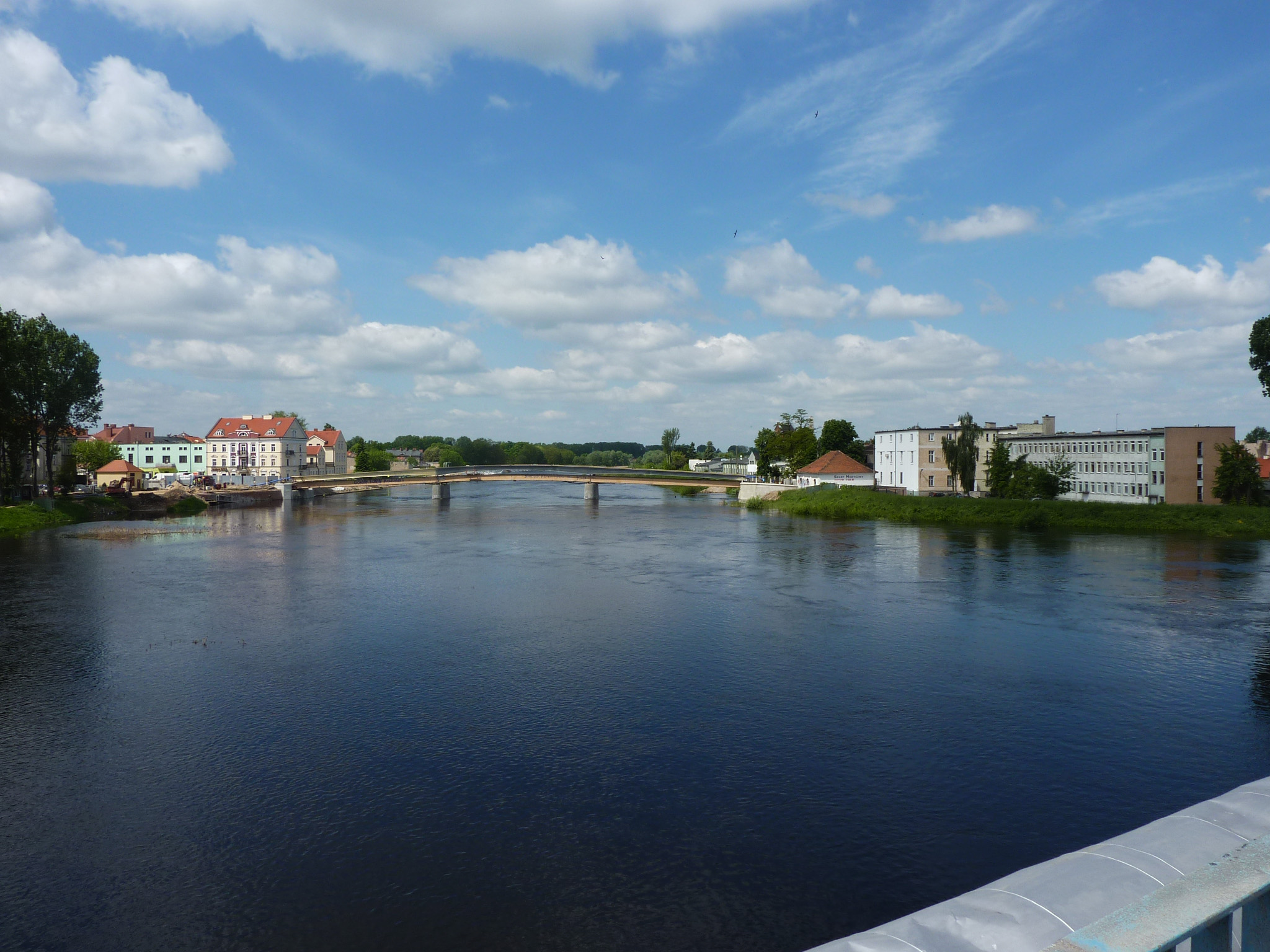
Rio Varta visto da ponte Varsóvia durante a enchente de 2010

Konin é um município da Polônia com direitos de condado. Está situado na região central da Polônia, voivodia da Grande Polônia, no vale Konińska, nas margens do rio Varta; é sede do condado de Konin, e centro principal da bacia sedimentar que contém expressivas quantidades de linhito no país.
Konin recebeu o foral de cidade antes de 1293, era a cidade real da Coroa do Reino da Polônia, pertencente ao starosta de Konin. Na segunda metade do século XVI, pertenceu ao condado de Konin, na voivodia de Kalisz.
Em 2018, na pesquisa encomendada pelo jornal Rzeczpospolita, Konin ocupou a 18.ª posição na classificação nacional dos 65 melhores governos autônomos de cidades com direitos de condado.
Konin, de acordo com os dados do censo de 30 de junho de 2019, estende-se por uma área de 82,2 km², com 73 742 habitantes, com uma densidade populacional de 897,1 hab/km².

## Localização
Konin está localizada no vale Konińska, no rio Varta, na parte oriental da voivodia da Grande Polônia.
Nos anos 1975-1998, foi a capital da voivodia de Konin.

## Nome
A cidade possui um histórico medieval e é registrada desde o século XIII. Em 1250, como Lisiec ante Conin, 1283 civitas nostra Kunyn, 1284 in Conyn, 1292 in Conino, 1301 in Quonin, 1397 de Conyn, 1438 in Conyn, 1511–1523 antiqua Conyn, 1579 Konin, 1674 Kunin, 1789 Cidade de Konin, 1883 Konin.
O nome da cidade vem do nome próprio zoônimo do cavalo em polonês/polaco: Koń, animal colocado no brasão da vila.

## História

### Primórdios da cidade

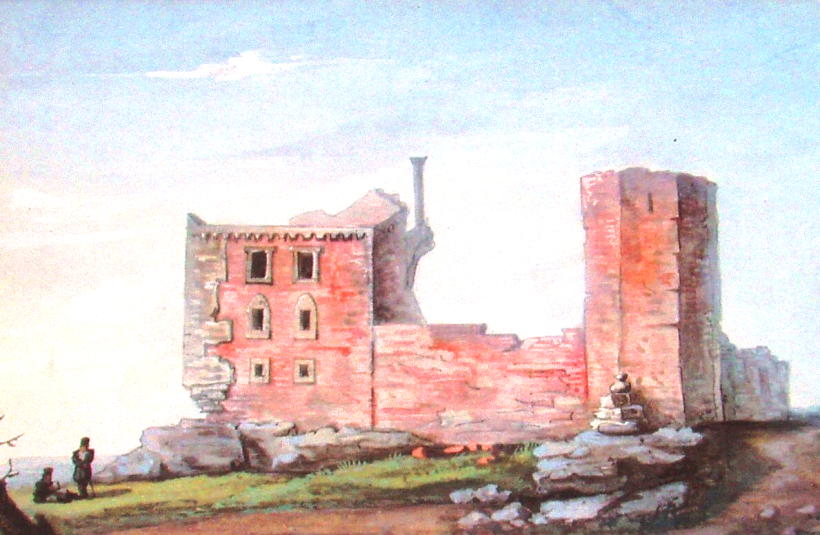
Castelo em Konin, construído por Casimiro, o Grande, nos anos de 1333 a 1370

Uma fortaleza já existia na primeira metade do século XII no local e um povoado se formou em torno dela. A primeira menção de Konin (ou seja, do chefe da vila, Gosławie de Konin) vem de 1293. Konin era inicialmente um assentamento na ilha entre as várzeas do rio Varta que guardavam o vau e depois uma ponte (a primeira menção é de 1328) na rota entre Kalisz e Kruszwica. A fortaleza foi incendiada pelos Cavaleiros Teutônicos em 1331, depois reconstruída a mando de Casimiro, o Grande, em 1333–1370, quando o rei polonês ordenou a construção de um castelo de pedra em Konin. A cidade foi cercada por um muro e tornou-se a sede de um condado real (o starosta residia no agora extinto castelo), onde a nobreza era dona das terras e cidade, e permaneceu assim até as partições da Polônia. Uma comunidade judaica se instalou em Konin em 1418. Durante a Guerra dos Treze Anos, Konin enviou 15 soldados, em 1458, para socorrer a guarnição polonesa sitiada no Castelo de Malbork..
A cidade se desenvolveu nos séculos XV e XVI. Após a morte de Sigismundo II Augusto em 1572, a cidade foi habitada pelo bispo Jean de Monluc por seis meses, que veio à Polônia para apoiar a eleição do rei polonês Henrique de Valois.
No século XVII, ocorreu uma série de desastres: uma epidemia (1628-1631), uma série de incêndios, durante a invasão e a pilhagem da cidade pelos suecos (1655). Durante esse período, o castelo de Konin foi saqueado, incendiado e destruído. Ficou em ruínas até 1818, quando foi demolido por ordem do governo prussiano.

### Partições da Polônia

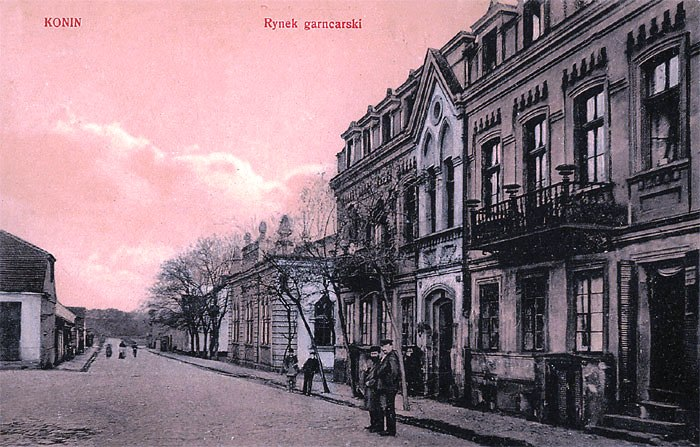
Sinagoga em Konin (vista da Praça da Olaria)

Até 1793, Konin pertenceu à voivodia de Kalisz, como consequência da Segunda Partição da Polônia, ela passou para o domínio prussiano, localizada desde 1795 no departamento de Kalisz, na Prússia Meridional, e depois de 1807 no departamento de Kalisz, Ducado de Varsóvia. Após o Congresso de Viena (1815), Konin se viu na voivodia de Kalisz, no Polônia do Congresso, e depois de 1837 na gubernia de Kalisz. Na década de 1820, muitos novos edifícios foram construídos. Posteriormente, o castelo em ruínas foi demolido e um bairro judeu foi criado em seu lugar. Durante a Revolta de Janeiro de 1863, várias escaramuças e batalhas ocorreram na área; após o levante, a cidade sofreu com a repressão das autoridades russas.
No período pós-revolta, foi criada uma fábrica de máquinas agrícolas e outras pequenas fábricas.  Já em 1905 foi lançada uma central telefônica. As construções ultrapassaram as fronteiras medievais. Os subúrbios estavam crescendo: Kaliskie, Kolskie e Słupeckie. O processo de pavimentação das ruas continuou, e a partir de 1916, com a construção de uma usina elétrica, a cidade foi eletrificada.

### Período da Primeira Guerra Mundial
Durante a Primeira Guerra Mundial, no final de agosto de 1914, Konin foi ocupada pelo exército alemão. Em 11 de novembro de 1918, houve um tiroteio na praça Wolności, em Konin. Naquele dia, o prédio da escola comercial, localizado no condomínio Zemełka, foi tomado pelos prisioneiros de guerra. A notícia reuniu uma multidão de estudantes do lado de fora do prédio. Naquela época, os soldados, prisioneiros de guerra, foram até o prédio do starosta pedindo por armas e munições. Um oficial alemão ligou para o quartel-general solicitando a intervenção militar. Os soldados alemães chegaram e encontrando a multidão na praça, abriram fogo contra ela. Cinco pessoas morreram no local e mais duas no hospital. O funeral das vítimas se transformou em uma grande manifestação de sentimentos patrióticos. Em 1984, uma placa comemorativa das vítimas foi colocada na fachada de um edifício na praça. Em 12 de novembro de 1918, as forças de ocupação deixaram a cidade..

### Segunda República Polonesa

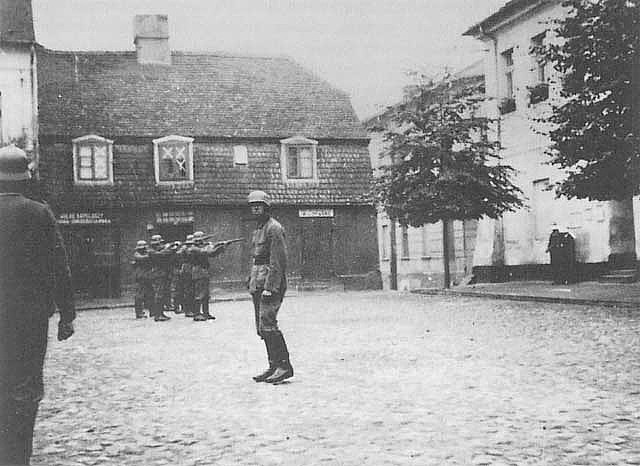
Execução de reféns poloneses em Konin durante a invasão alemã, no início da Segunda Guerra Mundial

Depois de reconquistar a independência, Konin era uma cidade de vários milhares de habitantes, localizada à margem de rotas de tráfego intenso. Um certo renascimento econômico foi provocado pela construção da linha ferroviária Strzałkowo-Kutno, ligando a cidade com Poznań e Varsóvia (inaugurada em 1922) e o canal fluvial Varta-Gopło (iniciado em 1937).

### Segunda Guerra Mundial
Após o início da Segunda Guerra Mundial, em 1 de setembro de 1939, as instalações ferroviárias de Konin foram bombardeadas pela força aérea alemã, após o que a cidade foi ocupada por tropas alemãs em 14 de setembro de 1939. Durante a guerra, Konin foi a sede das autoridades alemãs e pertencia aos territórios incluídos na Alemanha Nazista (como parte da Terra do Varta, Wartheland). Durante a ocupação, os alemães exterminaram a população judaica nas florestas circundantes, que em 1939 constituíam cerca de 21% da população total da cidade. Nos anos de 1939 a 1941, a maioria dos poloneses também foi expulsa da cidade pelo Governo Geral e, em troca, os alemães foram trazidos como parte da campanha de colonização de Heim ins Reich.
Konin foi libertada da ocupação alemã em 20 de janeiro de 1945 pelo exército soviético do 8.º Corpo Armado Mecanizado do general Ivan Driemow do 1.º Exército da Guarda do general Katukow.

### República Popular da Polônia
Já em fevereiro de 1945, um comitê distrital do Partido dos Trabalhadores Poloneses foi criado na cidade (uma placa comemorativa da primeira reunião do comitê foi colocada em 1972, na rua Mickiewicza 21). No mesmo ano, a ponte sobre o rio Varta foi reparada, uma ponte militar foi montada no leito do rio Ulga e um poço artesiano foi aberto em Morzysław. Em 1945, um monumento de gratidão dedicado ao Exército Vermelho foi erguido em frente à prefeitura. Um ano depois, a fábrica de briquetagem em Marantów começou a operar. Em 1948, a Escola Pedagógica de Morzysław foi inaugurada. Nos anos de 1949 a 1953, o primeiro conjunto habitacional em Konin foi construído. Em 1948, foi lançada uma nova via navegável, conectando o rio Varta ao lago Gopło. O Corpo de trabalhadores juvenis da 20.ª Brigada do Serviço Universal "Służba Polsce" construíram um aterro ao longo das margens do rio Varta nos anos de 1948 a 1952 para evitar inundações. Em 1952, uma nova ponte no Varta foi comissionada.
A partir de 1953, começou o rápido desenvolvimento da cidade na República Popular da Polônia, associado à descoberta de depósitos de linhito. Nesse ano, o primeiro linhito foi obtido da mina a céu aberto "Niesłusz". Nos anos de 1953 a 1958, o primeiro estágio da usina termoelétrica de Konin estava em construção. Em 1958, a mineração começou na mina a céu aberto "Gosławice". 1958 foi também o momento de estabelecer o Museu Regional na cidade pela filial local da Sociedade Polonesa de Turismo. Em 1959, o Monumento às Vítimas do Fascismo foi erguido no local do antigo cemitério judeu.
Em 1960, Konin tinha 17 000 habitantes.
Em 1961 foi iniciada a construção da Siderúrgica de Alumínio "Konin" (concluída em 1966). Um ano depois Konin foi conectada a Varsóvia por um trem elétrico. A mina a céu aberto "Pątnów" também foi iniciada e um ano depois foi inaugurada a usina termoelétrica "Pątnów". Em 1964, o trecho eletrificado da linha ferroviária Poznań-Konin foi colocado em operação e a mina a céu aberto "Kazimierz" começou a ser explorada. Em 1964 um obelisco foi erguido na Praça do Castelo em memória de milicianos e armênios mortos nos anos quarenta. A cidade também cresceu territorialmente. Desde 1965, a construção do conjunto habitacional Kurów continuou. Em 1967 as vilas de Chorzeń, Marantów, Morzysław e Niesłusz foram incorporadas na cidade de Konin. Em 1968 foi inaugurado o prédio da filial do Banco Nacional da Polônia (NBP).
Em 1970 Konin tinha uma população de 40 700 mil habitantes.
Em 1970, a Casa da Cultura de Konin (na então Praça do Partido Operário Unificado Polonês) iniciou sua atividade. Ela tinha um auditório com 500 lugares e um cinema "Centrum". Nesse ano, a mineração da mina a céu aberto "Jóźwin" também começou. Em 1972 a Arena de Esportes foi inaugurada (o projeto principal foi do arquiteto e esgrimista olímpico Wojciech Zabłocki). No início dos anos 70 (1973), foi inaugurado um hospital provincial de multiespecialidades para 700 leitos na Faculdade de Medicina. Em 1974, os primeiros trens partiram de Konin para Kazimierz Biskupi. No mesmo ano, foram inaugurados o centro comercial "Centrum" e o Hotel "Konin" (conforme projeto de H. Kleszczewski) e o estádio "XXX aniversário", para 30 mil espectadores.
Em 1 de junho de 1975, Konin se tornou a sede da voivodia de Konin (até 1998).
Em 1976, a área da cidade foi ampliada com a incorporação de 7 vilas (incluindo Gosławice, Maliniec e Pątnów). Em 1976, a Sociedade de Amigos da Cidade de Konin iniciou sua atividade (continuadora da Sociedade Regional de Konin em operação desde 1963). A partir deste ano, a pintura e a escultura ao ar livre foram patrocinados pela Siderúrgica de Alumínio. Esculturas ao ar livre foram colocadas na cidade. No mesmo ano, o Centro de Impacto Cultural e Educacional da Universidade A. Mickiewicz em Poznań, pontos de pesquisa da Universidade de Economia de Poznań e da Universidade de Tecnologia também operavam na cidade. Em 1977, foi inaugurado um monumento de alumínio para os Aviadores e, em 1978, um monumento à jornalista e escritora polonesa Zofia Urbanowska por K. Łukaszewski foi erguido na rua Kolska. No final dos anos 70, o Parque da Amizade de 90 hectares foi construído devido a uma iniciativa social.

### Período após 1989
Em 1998, a Escola Profissional Superior do Estado foi fundada em Konin. Como resultado da reforma administrativa, a partir de 1 de janeiro de 1999, Konin deixou de ser uma cidade da voivodia e tornou-se uma cidade com direitos de condado e a sede do condado de Konin na voivodia da Grande Polônia.

## Demografia
| Descrição                         | Total      | Total | Mulheres   | Mulheres | Homens     | Homens |
| --------------------------------- | ---------- | ----- | ---------- | -------- | ---------- | ------ |
| unidade                           | habitantes | %     | habitantes | %        | habitantes | %      |
| população                         | 74 834     | 100   | 10 195     | 52,7     | 10 074     | 47,3   |
| densidade populacional (hab./km²) | 910        | 910   | 456        | 456      | 454        | 454    |

## Monumentos

### Cidade Velha
(parte de Konin localizada na margem esquerda do rio Varta)
- Grodzisko Kaszuba - povoado fortificado medieval, descoberto em 1966, datado dos séculos VI e XII d.C., no século X e XII chegou a ter 120 metros de diâmetro, localizado na foz do rio Powa, na rota de Stare Miasto através de Rumin e vau no rio Varta até a vila de Chorzeń perto de Konin. O povoado fortificado foi utilizado principalmente para controlar a travessia do rio Varta. Atualmente, os restos preservados têm 15 metros de comprimento e 6 metros de largura e 2,30 metros de altura acima do nível do rio.[18]
- Coluna de Konin - a mais antiga sinalização rodoviária da Europa Central e Oriental. Está localizada próximo da igreja de São Bartolomeu, na Cidade Velha de Konin. A inscrição nela diz que foi fundada por Piotr Włostowic, um castelão, em 1151. Originalmente (até 1828) estava localizada nas proximidades do castelo de Konin, na atual Praça do Castelo, anteriormente conhecida como Mercado da Cerâmica, e pela população judaica de Tepper Mark. Indicava a metade do caminho de Kalisz para Kruszwica. Em 2010, foi restaurada.[19]
- Igreja de São Bartolomeu, o Apóstolo, estilo gótico, com planta de basílica, três naves. Construída no século XIV. Do lado sul, encontra-se a capela gótica da Virgem Maria, construída por Jan Zemełka no Renascimento, na qual há adornos ricamente incrustados com ornamentos florais, pássaros e unicórnios e uma escultura gótica da Virgem Maria do século XVI. No pórtico lateral, de 1866, há uma bacia para água benta gótica. Abóbadas: malha no presbitério e estrelado nas naves. Os policromos e vitrais foram feitos em 1908-1910 por Eligiusz Niewiadomski, mais tarde, o assassino do primeiro presidente da República da Polônia, Gabriel Narutowicz. A porta da frente possui mascarões de bronze do século XV, em forma de cabeças de leão. A igreja está decorada com monumentos:
  - epitáfio de Mikołaj Grochowski, feito de alabastro,
  - monumento a Stanisław Przyjemski, Grande Marechal da Coroa, estilo renascentista tardio,
  - estátua de Krzysztof Przyjemski,
  - uma cruz de pedra, embutida na escarpa norte, feita de arenito, um dos marcos da estrada Kalisz-Kruszwica.

No tesouro da igreja, há um cálice de 1536, feito pelo mestre ourives de Konin - Bartolomeu. Nas proximidades há o campanário de 1878 e a coluna de Konin (veja acima).
- Campanário da igreja de São Bartolomeu de 1878, fundada pelo cavaleiro Walenty Modrzejewski.
- O presbitério da igreja paroquial, construído em estilo clássico no início do século XX, decorado com pilastras jônicas.
- Complexo do mosteiro dos franciscanos reformados:
  - Mosteiro dos franciscanos reformados, construído em 1733, em forma de ferradura, com um jardim no pátio interno. Tem dois andares, separados por uma cornija. Na confluência das alas norte e leste, há uma rotunda (originalmente uma biblioteca).
  - Igreja de Santa Maria Madalena, construída em 1727, no estilo barroco. Possui uma nave e três altares barrocos do final do século XVIII. A igreja também possui duas esculturas antigas: a popular Pietà de 1430 e a gótica Virgem Maria com o Menino Jesus de 1490.
- Prefeitura em estilo clássico, projetada por Andrzej Pelletier, foi construída entre 1796 e 1803 na praça do mercado na época, com um desenho urbano medieval e a forma de um eixo altamente alongado no sentido norte-sul. Devido à largura limitada da praça, as vias de circulação adjacentes às paredes da prefeitura "formaram" um arranjo incomum das paredes laterais e por isso a projeção deste prédio de dois andares é trapezoidal. O telhado é de quatro inclinações, coberto de telhas, mas devido a uma planta baixa incomum, possui inclinações laterais únicas - planos retangulares em forma de paraboloides hiperbólicos. O prédio da prefeitura possui uma torre do relógio do século XVIII, revestida de madeira (o relógio veio do mosteiro em Ląd). Frontão com quatro colunas dóricas da ordem colossal e um tímpano triangular com o brasão de armas de Konin. Os interiores são decorados com vitrais do início do século XX e o teto de estuque.
- Abatedouro, localizado nos fundos do prédio da prefeitura e construído em estilo clássico no início do século XIX, decorado com uma colunata dórica era o local dos açougueiros (barracas dos comerciantes de Konin).
- Sinagoga, construída em 1825-1829, refere-se em grande estilo a edifícios bizantinos. Originalmente, o edifício era um bloco retangular. Em 1883, um elemento de dois andares foi adicionado ao norte ao longo de todo o comprimento, destinado a uma sala de oração para mulheres e um vestíbulo na parte ocidental. Havia uma biblioteca da cidade que foi transferida para a rua Dworcowa.
- "Casa do aprendizado" judaico ("bes medresz" - "bet ha-midrasz") localizada ao lado da sinagoga, foi construída em 1883. Atualmente, é uma filial da Biblioteca Pública Municipal.
- Praça principal (anteriormente chamada de Grande Mercado, Primeiro Mercado, atualmente Praça Wolności). Até 1786, o prédio da prefeitura ficava no centro dela.
  - Casa residencial de Jan Zemełka, construída no final do século XVI. Foi o primeiro edifício secular de tijolos da cidade. Perdeu suas características renascentistas depois de várias reconstruções. Tem dois andares, com um telhado de duas águas. Abóbadas: em forma de barril no corredor e porões, e abóbadas de barril e cruz no porão e no térreo.
  - Edifício do starosta do condado de Konin. O edifício com características clássicas distintas, coberto com um telhado de frontão, foi construído em 1828, de acordo com o projeto do arquiteto T.K. Pelletier, construtor da região de Konin. Seria a sede das autoridades da vasta região de Konin. O distrito era formado pelos condados de Konin e Pyzdry na época, dos quais em 1866, após a reforma administrativa da partição russa, os condados Koło, Turco e Słupca foram criados pela primeira vez. O condado de Konin foi reduzido significativamente e o distrito de Pyzdry desapareceu para sempre.
  - Casa estilo clássico na esquina da praça Wolności com a rua Zofia Urbanowska decorada com pilastras jônicas e um tímpano com uma coroa de flores e data de 1840. Antes da Segunda Guerra Mundial, abrigava o Hotel Lituano.
  - Casa estilo clássico chamada "Grodzka" da primeira metade do século XIX na praça Wolności, decorada com pilastras jônicas e com uma varanda com escadas dos dois lados. Durante o período czarista, ficou preso nela (o lendário padre capuchinho Maksymilian Tarejwa, comandante da Revolta de Janeiro na terra de Konin. Antes da Segunda Guerra Mundial, abrigava o Hotel Polski.
- Pousada "Pod Jelonkiem", localizada no cruzamento da rua Kolska e 3 de Maio. Construída no final do século XVIII. Um edifício longo, de esquina, com um andar e um sótão com características clássicas modestas. Acima da entrada do pátio há um brasão de armas preservado da pousada - veados.
- Complexo de casas da cidade velha, de dois e três andares, menos frequentemente de um andar. Construído do século XVI ao XX. A maioria dos edifícios do início e da primeira metade do século XIX. Na Praça do Mercado (atualmente Praça Wolności), 6 casas de estilo clássico elegantes, nos arredores mais clássicos: por exemplo, a elegante casa de Sikorski da segunda metade do século XIX, a casa de Essowa por volta de 1850, a neoclássica "Casa Velha", casas na rua 3 de Maio e na praça do castelo.
- Igreja Evangélica do Espírito Santo da Confissão de Augsburgo e seu vicariato do século XIX.
- Palácio eclético de E. Reymond, de 1880.
- Construção de uma antiga prisão do século XIX, agora o Centro de Educação Continuada.
- Solar de Zofia Urbanowska, escritora, cidadã honorária da cidade, da segunda metade do século XIX.
- Parque da cidade Frédéric Chopin, de meados do século XIX. O parque mais antigo da cidade possui numerosos exemplares de árvores centenárias, um parque esportivo e parque infantil.
- Usina elétrica municipal, construída pelos alemães em 1916.
- Ponte Toruń sobre o rio Varta.

### Gosławice

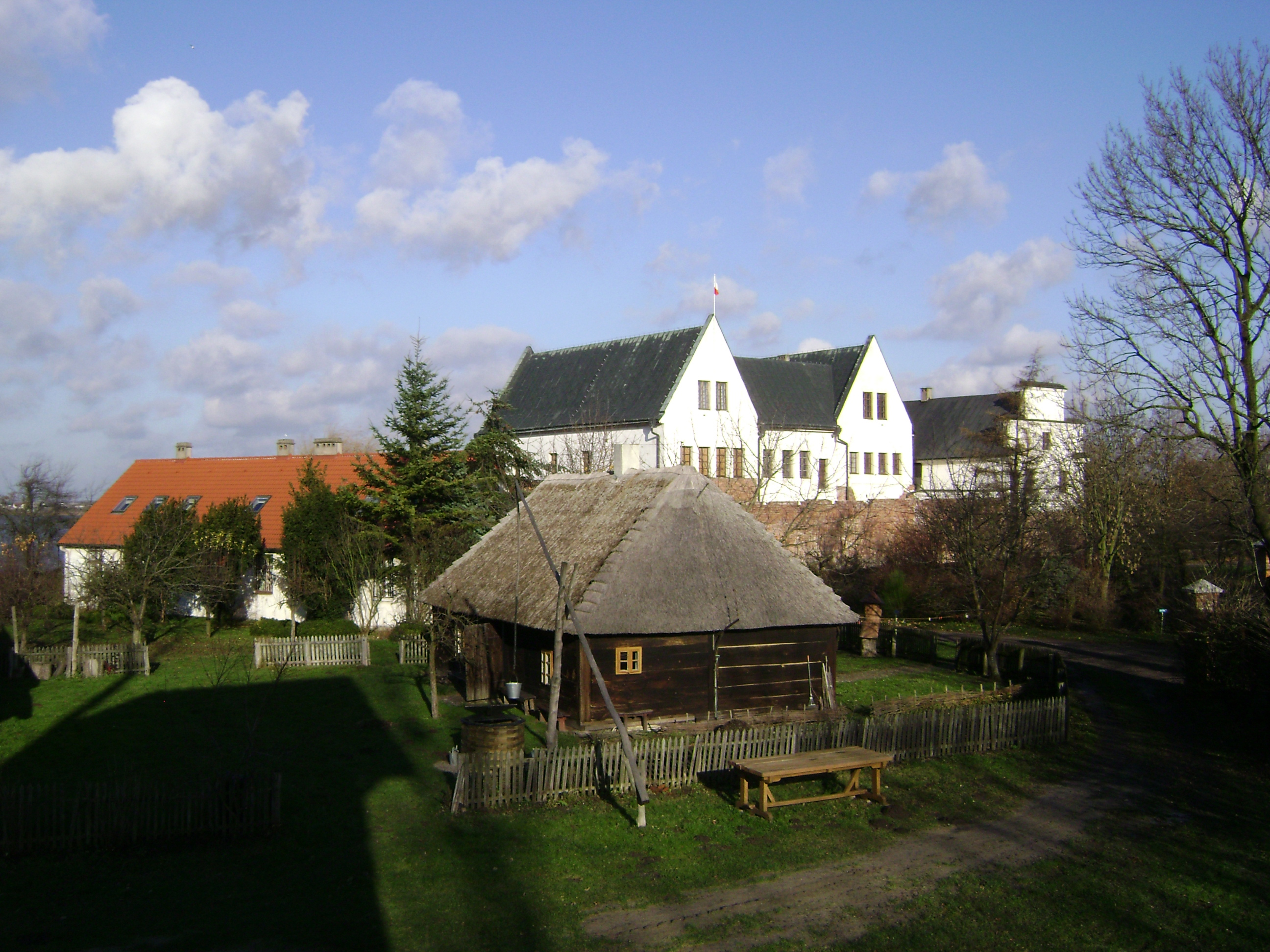
Castelo em Konin-Gosławice e o museu ao ar livre ao lado do castelo

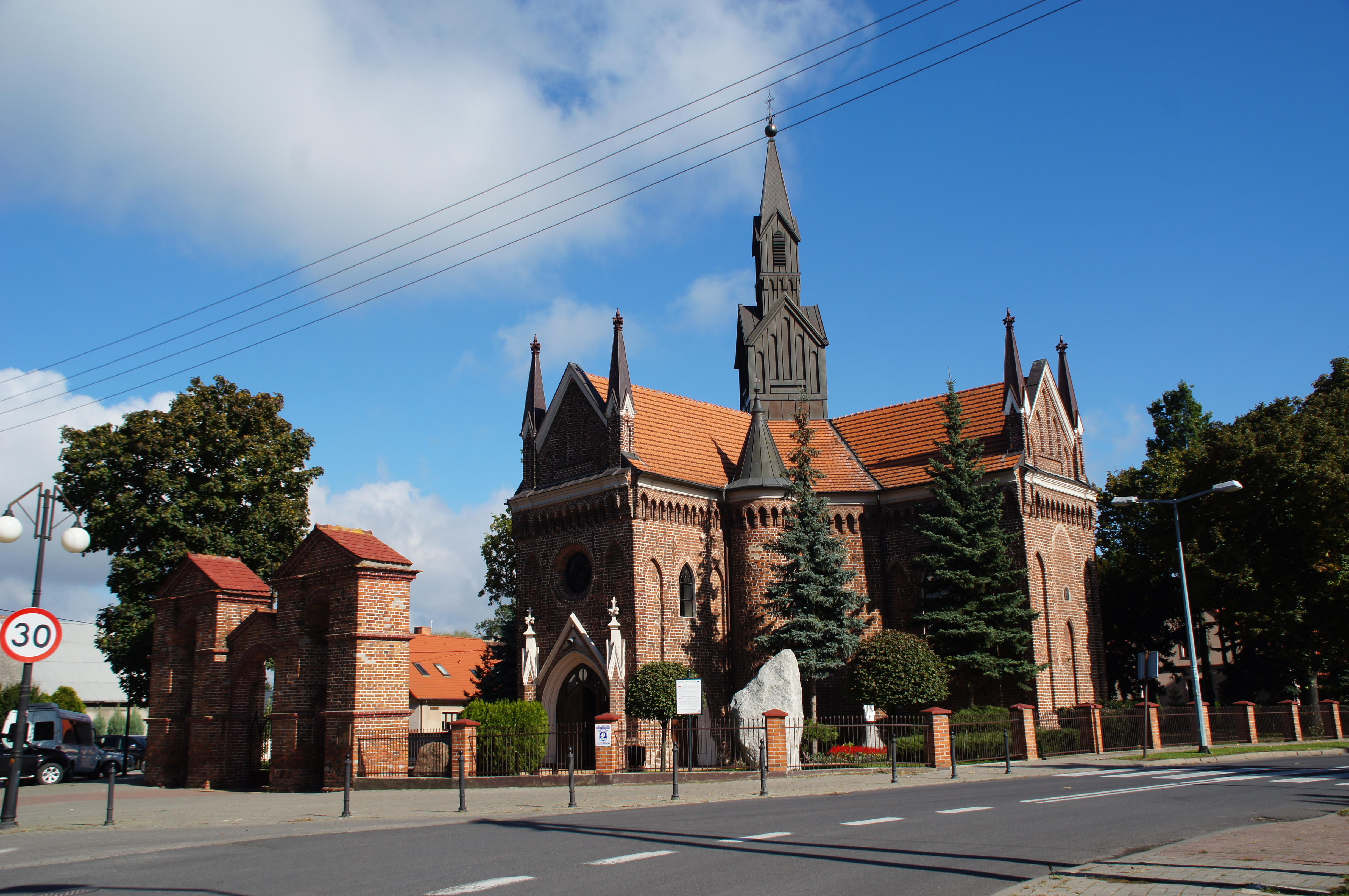
Igreja de Santo André, o Apóstolo em Konin-Gosławice

- O castelo, construído entre 1420 e 1426 pelo bispo de Poznań, Andrzej Łaskarz, do brasão de armas de Godzięba, gótico. A mansão fortificada foi construída sem uma torre. Originalmente, as paredes até o primeiro andar e a parede externa foram preservadas. Após a restauração, em 1978-1986, passou ser a sede do Museu do Condado.
- Museu ao ar livre da construção rural nas proximidades do castelo - moinhos de vento, forja, celeiros e casas reconstruídas do século XIX. Possui dois andares em enxaimel, coberto com um telhado de duas águas.
- Igreja de Santo André, o Apóstolo em Gosławice, de estilos gótico e neogótico. Fundada pelo proprietário de Gosławice, o bispo de Poznań, Andrzej Łaskarz, do brasão de armas de Godzięba. Construída em forma de cruz grega. A abóbada, construída com nervuras, irradia de uma coluna localizada centralmente. Juntam-se à nave octogonal que forma os braços da cruz: o presbitério, duas capelas e o pórtico. Dentro da igreja existem três altares neogóticos do final do século XIX e uma fonte batismal de pedra octogonal do início do século XVI. A igreja foi parcialmente destruída no século XVII e reconstruída em 1755-1775. Telhados e uma torre no estilo neogótico vêm do final do século XIX, no final do século XX o telhado foi reformado e a torre foi reconstruída, elevando-a.
- Celeiro - construído no estilo clássico em 1838 por Hektor Kwilecki, proprietário de Gosławice.
- Destilaria do século XIX

### Morzysław
- Igreja neobarroca de Santo Adalberto de 1905-1914, erigida parcialmente nas fundações de um templo mais antigo do século XVIII.
  - Campanário da igreja de 1902.
  - Cemitério da igreja do século XIV ao XV (rua Staromorzysławska).

### Centro
- Caixas d'água históricas: uma do início da década de 1920, localizada na estação ferroviária (atualmente a galeria "Torre da Água"), a outra do início dos anos 40, na rua Parowozownia.
- Mansão do início do século XX na Avenida 1 de Maio - um antigo palácio de casamentos - atualmente a mansão renovada abriga o hotel e restaurante "Pałacyk".
- Mansão do início do século XX na rua Bydgoska 7 - atualmente a mansão renovada abriga a sede da empresa "Provident".

## Economia

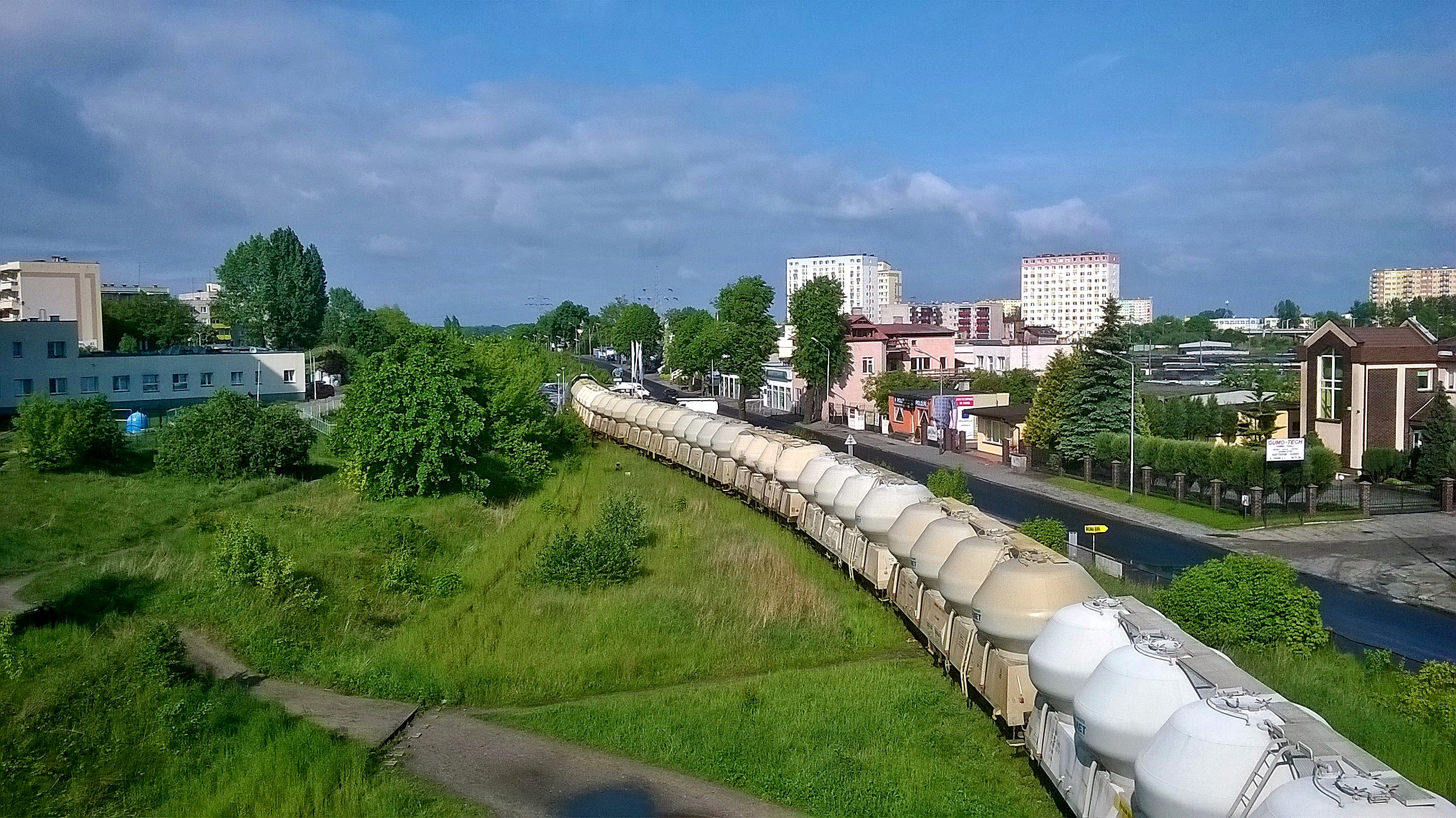
Trem de carga com um depósito de linhito parte da estação de Konin e segue em direção a usina termoelétrica de Pątnów

Konin é o principal centro industrial da bacia de linhito de Konin. A presença de depósitos de linhito perto da cidade resultou no estabelecimento do complexo de usina termoelétrica de Pątnów-Adamów-Konin, que fornece cerca de 8,5% da eletricidade gerada na Polônia. Três das quatro usinas pertencentes ao grupo estão localizadas na área de Konin. A cidade também possui a única siderúrgica de alumínio na Polônia, que até recentemente usava uma parte significativa da eletricidade produzida pelas usinas de Konin. Atualmente, após o fechamento do departamento de eletrólise, a demanda de energia é muito menor. O fundidor de alumínio, produz mais de 80 000 toneladas de produtos laminados por ano. Duas usinas da Konin e a recém-construída usina Pątnów II produzem quase 8,5% da capacidade nacional. A cidade também era famosa pela indústria de roupas, na cidade havia três grandes fábricas de roupas, entre outras a antiga filial da Gniezno Polanex transformada após 1990 na ZPO Konwart, que em 2009 declarou falência. A taxa de desemprego da cidade no final de 2018 era de 6,2%. 2 225 habitantes foram registrados no Departamento de Trabalho do Condado. Em Konin, há um porto fluvial que liga a cidade ao mar Báltico.
Em 2013, as despesas orçamentárias do governo local da Konin totalizaram 404,63 milhões de złotys e as receitas orçamentárias totalizaram 394,66 milhões de złotys. A dívida do governo local (dívida pública) no final de 2013 ascendia a 116,5 milhões de złotys, o que representava 29,51% do seu rendimento.

## Transportes

### Transporte rodoviário
Konin é um entroncamento rodoviário. Perto da fronteira sul de Konin fica a Autoestrada A2 Świecko-Stryków (Łódź), que faz parte da estrada europeia 30. A conexão com a rodovia é fornecida por dois cruzamentos: Konin-Oeste (anteriormente chamado Modła Królewska) e Konin-Leste (anteriormente Żdżary). A cidade é atravessada pela estrada nacional n.º 92, que liga Rzepin a Łowicz e pela estrada nacional n.º 25, de Bobolice a Oleśnica.
- Autoestrada A2 Świecko-Stryków, que faz parte da estrada europeia 30 (Cork-Omsk)
- Estrada nacional n.º 25: Bobolice-Bydgoszcz-Inowrocław-Konin-Kalisz-Ostrów Wielkopolski-Oleśnica
- Estrada nacional n.º 72: Konin-Turek-Łódź-Rawa Mazowiecka
- Estrada nacional n.º 92: Rzepin-Poznań-Września-Konin-Koło-Kutno-Łowicz (alternativa à autoestrada A2)
- Estrada da voivodia n.º 264: Konin-Kleczew (rua Kleczewska através da ponte de Bryansk sobre a linha ferroviária 3; construída em 1985 e modernizada em 2012-2013 até a rotatória Konin (estradas nacionais n.º 25 e 92))
- Estrada da voivodia n.º 266: Konin-Sompolno-Piotrków Kujawski-Radziejów-Aleksandrów Kujawski-Ciechocinek

#### Pontes

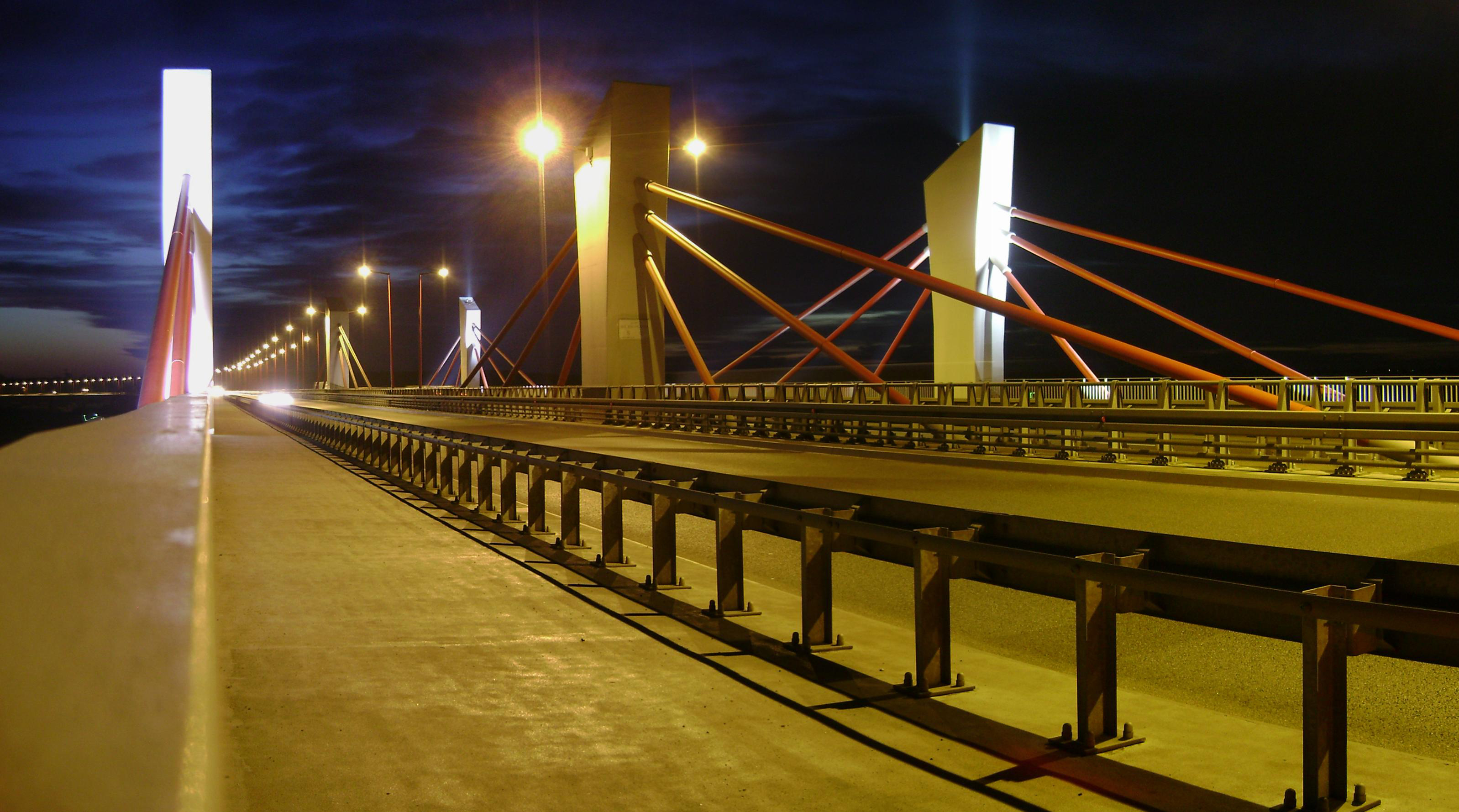
Ponte União Europeia em Konin

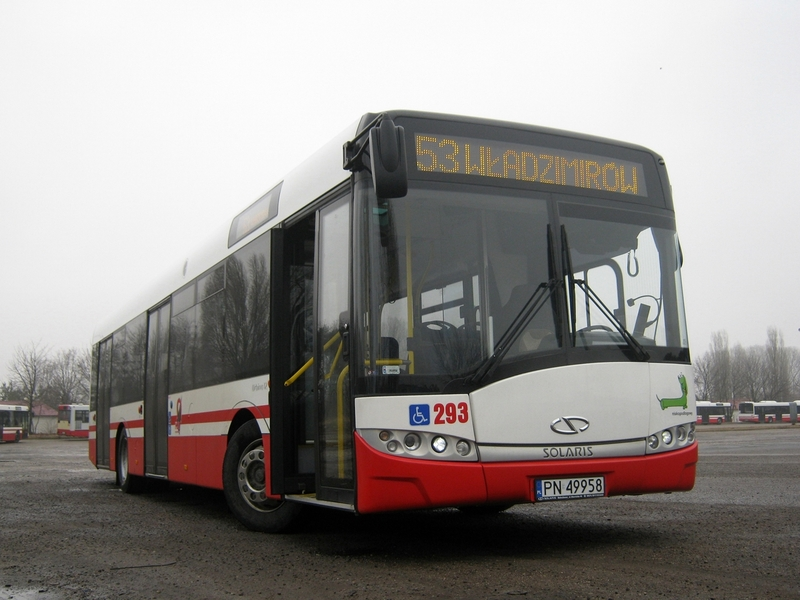
Solaris Urbino MZK Konin

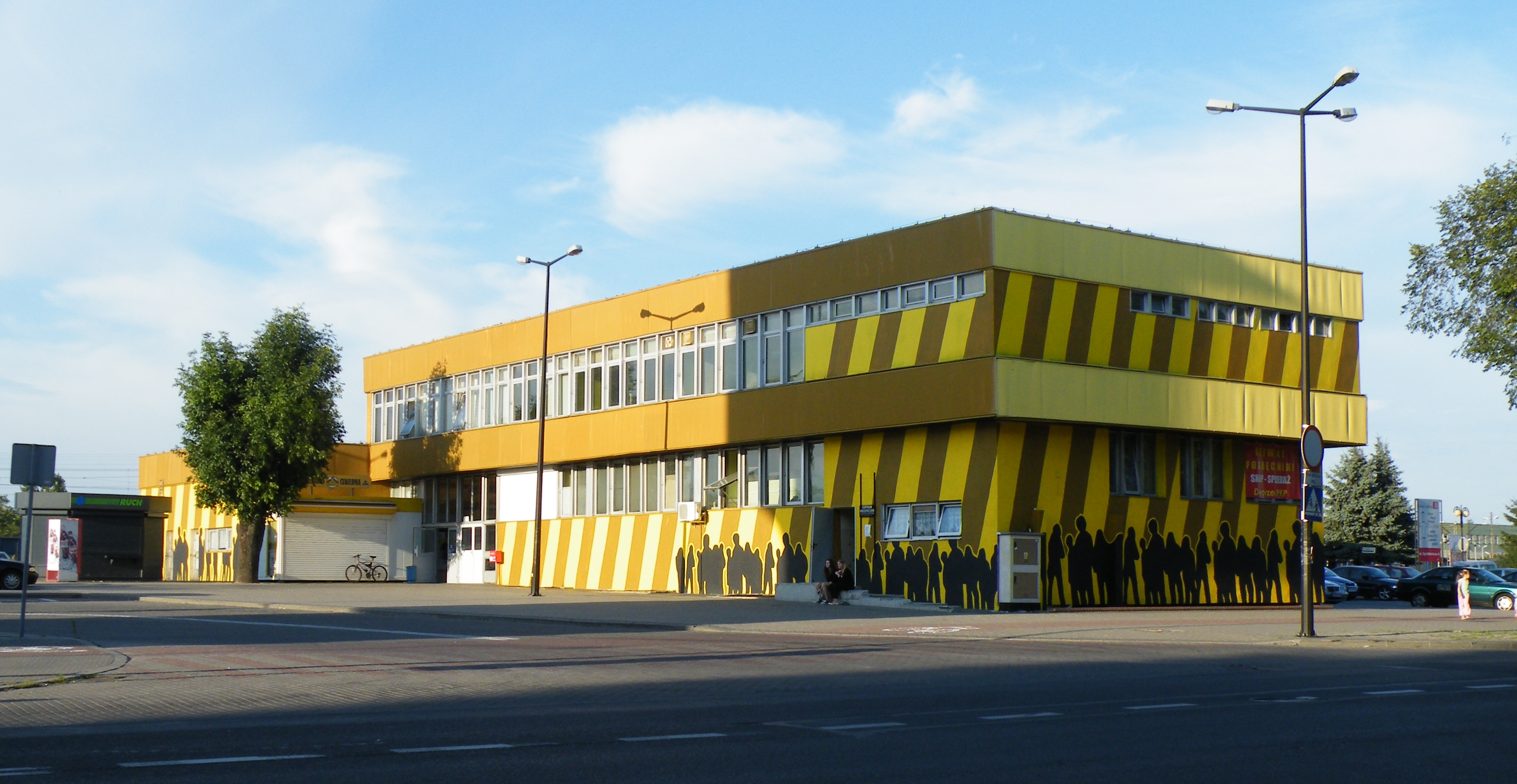
Estação ferroviária de Konin

Dentro da cidade, existem quatro pontes rodoviárias sobre o rio Varta: duas que conectam os distritos sul e norte: Marechal Józef Piłsudski, no centro de Konin, ao longo da estrada nacional n.º 92 e a ponte União Europeia ao longo da estrada nacional n.º 25. E duas pontes que ligam a Cidade Velha: ponte Varsóvia ao longo da estrada nacional n.º 92 e ponte Toruń ao longo da rua Wojska Polskiego, bem como a ponte sobre o canal Varta-Gopło ao longo da estrada da voivodia n.º 266.

#### Transporte de ônibus
O transporte de ônibus em Konin e arredores é fornecido pela empresa PKS Konin e por transportadoras privadas: Euromatpol e Andrew Bus. Para Konin, entre outros PKS Poznań, PKS Łódź, PKS Turek, ônibus Kujawsko-Pomorskie Motor Transport, Mobilis PKS Mrągowo, PKS Gniezno, PKS Tomaszów Mazowiecki e Arriva Bus Polska, além de empresas privadas: Nadgoplańska Bus Communication em Kruszwica, Trako Bus Wrocł Lublin, Eko-Stamar Końskie. Em Konin tem conexões diretas de ônibus com Poznań, Wrocław, Łódź, Bydgoszcz, Lublin, Giżycko, Toruń, Włocławek e outros.

##### Transportes públicos
Miejski Zakład Komunikacji (MZK Konin) oferece transporte de ônibus para a cidade e seus arredores. Opera 22 linhas com 55 ônibus à sua disposição, incluindo 8 ônibus articulados.

### Transporte ferroviário
Os primórdios das ferrovias em Konin datam do início do século XX. Em 1912, foi inaugurado o trilho de bitola estreita de Gosławice com bitola de 750 mm, estendido em 1914 (durante a Primeira Guerra Mundial) até Czarków, perto de Konin (estação Konin Wąskotorowy). Em janeiro de 1922, a linha ferroviária de bitola padrão de 111 km Kutno-Konin-Strzałkowo foi colocada em serviço.
Atualmente, a Konin é uma estação de junção em uma linha ferroviária eletrificada de 475 km de Frankfurt nad Odrą–Poznań–Kutno–Varsóvia Oeste, que faz parte da rota internacional E20 Berlim-Moscou.
De maio de 1974 a maio de 1996, uma linha ferroviária de bitola padrão de 14,3 km operou do centro da cidade através de Niesłusz, Maranty, Maliniec, Gosławice e Pątnów até Kazimierz Biskupi no tráfego de passageiros. A KWB Konin também possui linhas ferroviárias de bitola padrão próprias para o transporte de linhito de minas a céu aberto até as usinas de Pątnów e Konin - cerca de 100 km de rotas de 2,4 kV, das quais as mais longas são:
- Lubstów / Kramsk - Drzewce - Central elétrica de Konin

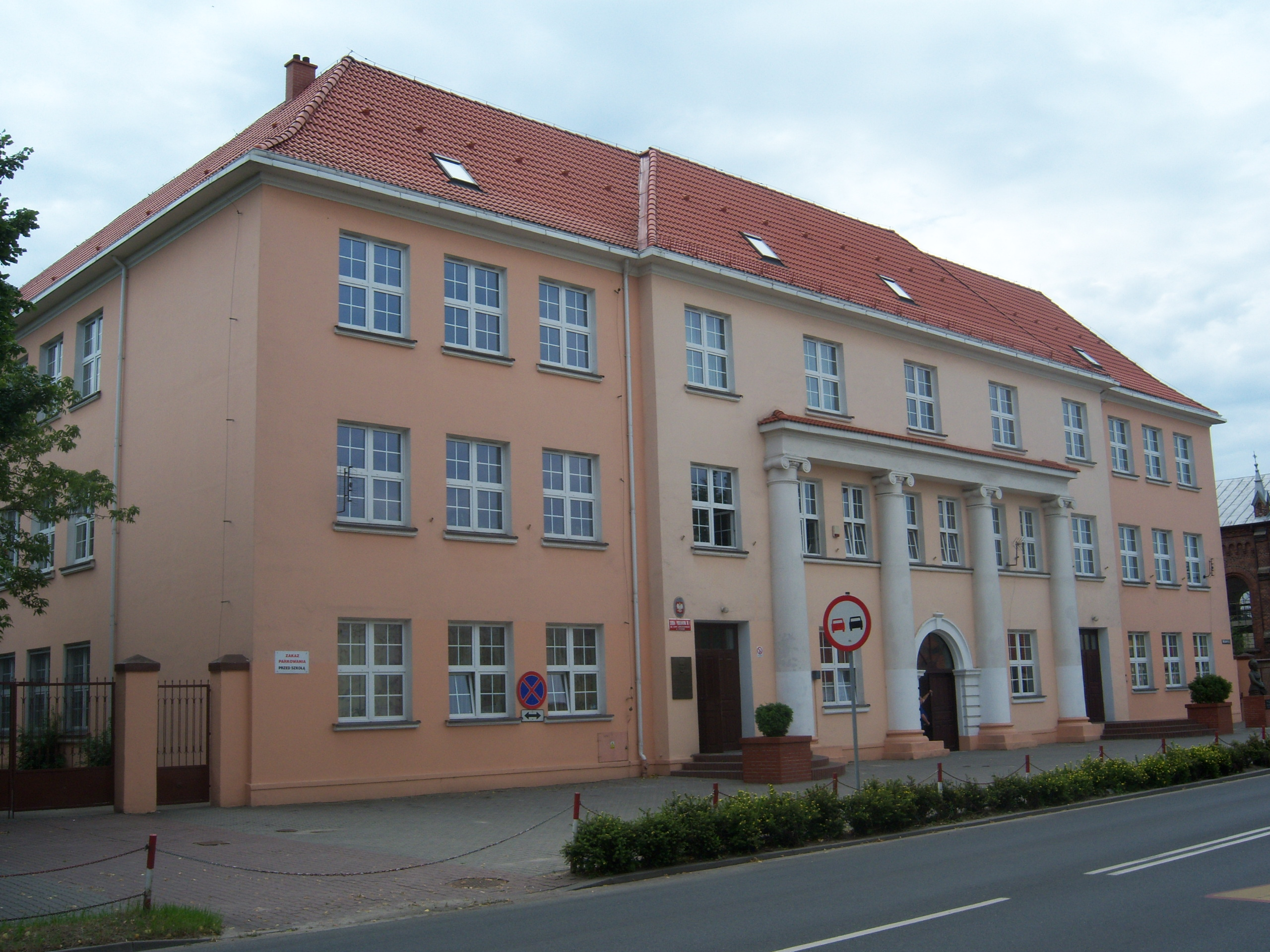
Escola Primária N.º 1 em Konin

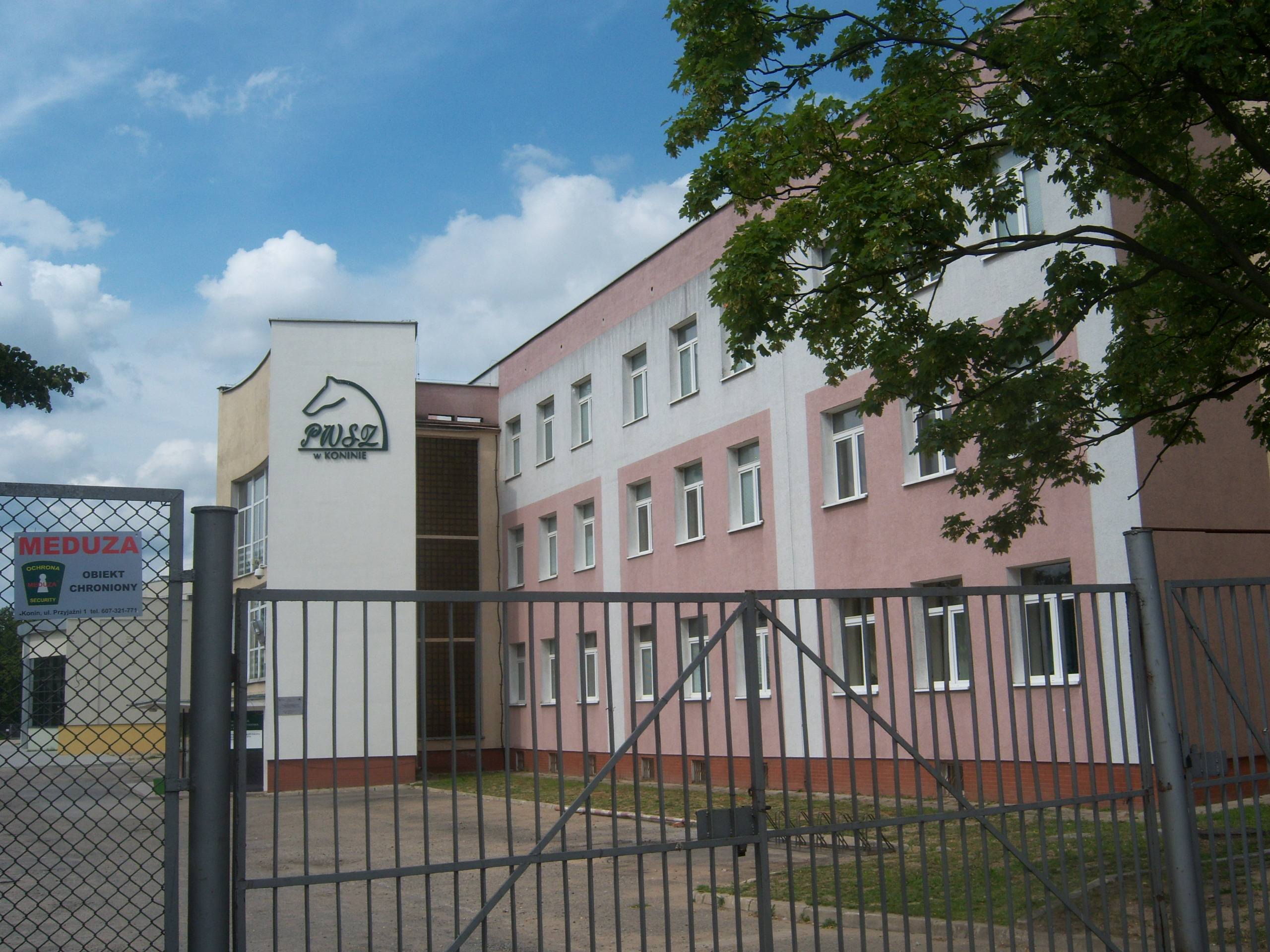
Escola profissionalizante superior do Estado

- Kleczew-Pątnów

Estações ferroviárias
- Estação ferroviária de Konin
- Konin Oeste

### Transporte aquaviário
O rio Varta e o canal Ślesiński permitem a comunicação por hidrovias com os principais rios poloneses: o Vístula e o Oder. O distrito de Morzyslaw (Konin) possui um porto fluvial e uma eclusa.

### Transporte aéreo
A cerca de 12 km da cidade, em Kazimierz Biskupi há um aeródromo Konin-Kazimierz Biskupi.

## Educação
A cidade conta com:
- Jardins de infância
- Escolas de Ensino Fundamental
- Escolas de Ensino Médio
- Universidades
- Outras instituições de ensino

## Cultura

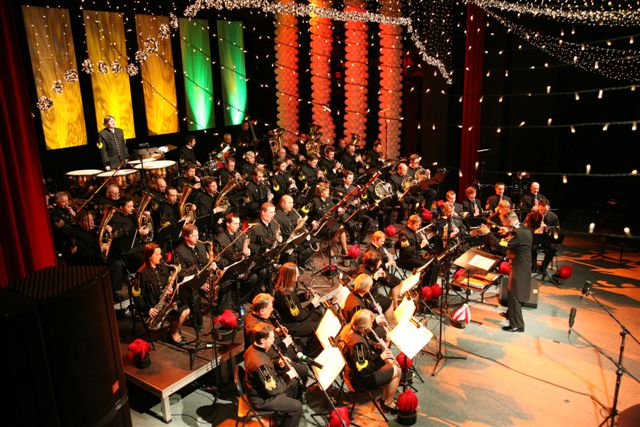
Orquestra de metais KWB Konin

Todos os anos, em junho, acontece o Festival Internacional de Música e Dança Infantil, do qual participam artistas da Europa e cidades parceiras.
Em Konin há um Museu Distrital com 14 exposições permanentes e um museu etnográfico.
A cidade tem a Orquestra de metais Konin KWB Konin, assim como o Coro Gospel Konin.

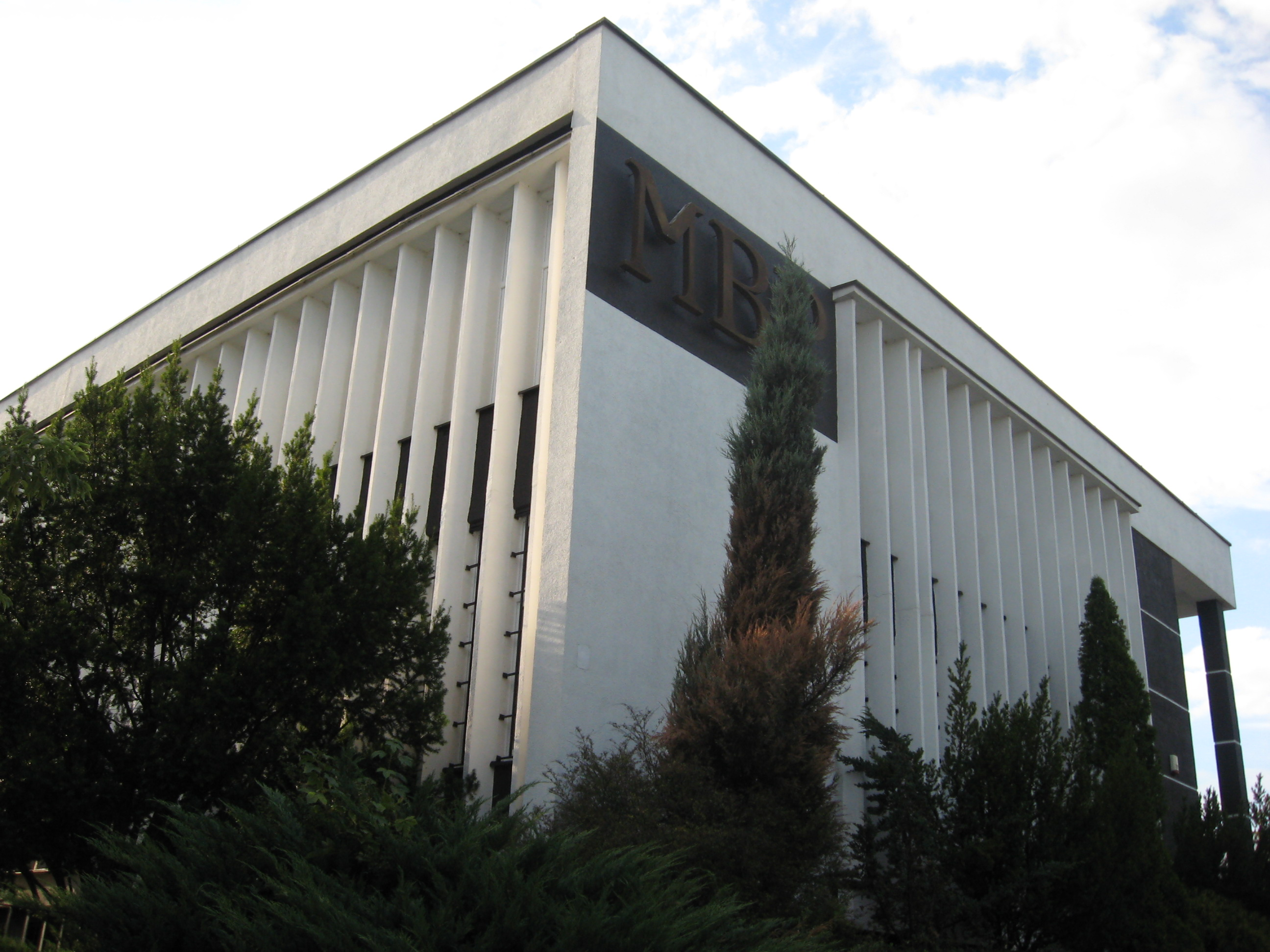
Konin – Biblioteca Pública Municipal

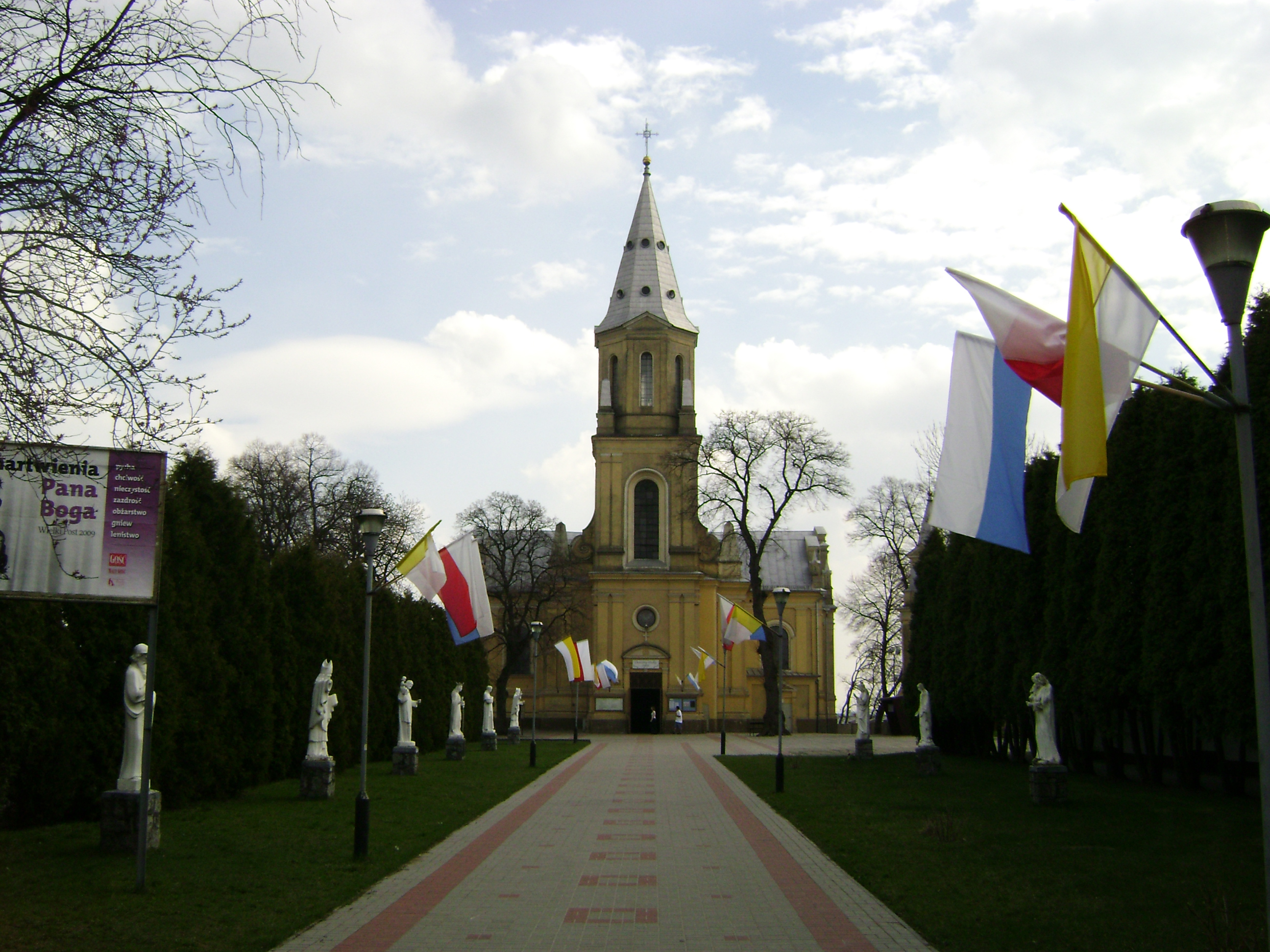
Igreja católica de Santo Adalberto em Konin-Morzysław

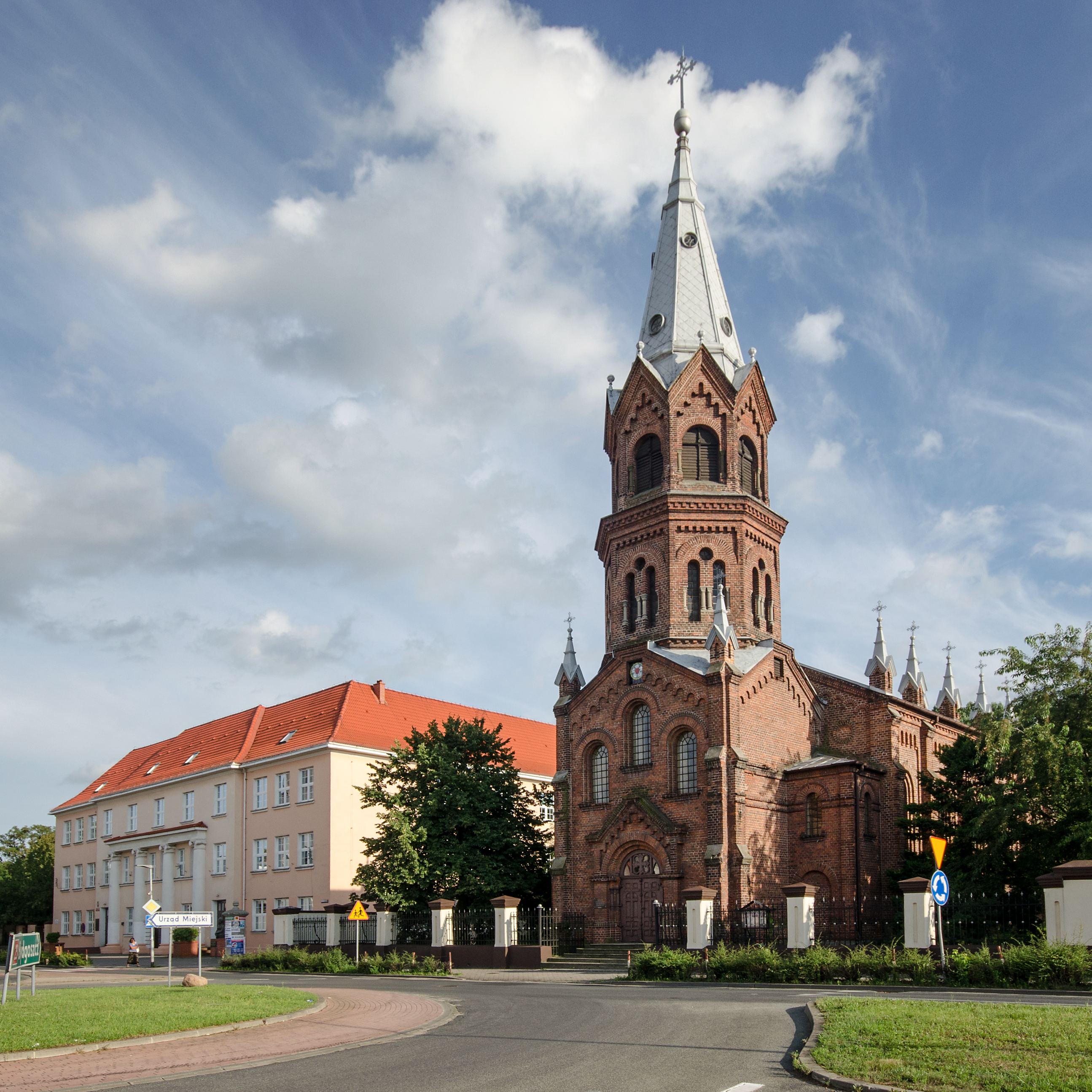
Igreja evangélica da confissão de Augsburgo do Espírito Santo

Eventos artísticos e culturais cíclicos que acontecem em Konin:
- Festival Internacional de Canções e Danças Infantis
- Festival Internacional de Música Gospel "Gospel no rio Varta"
- Festival Internacional Bluesonalia
- Concurso Nacional Polonês de Piano para Escolas de Música
- Festival Nacional Polonês de Piano "Interpretações dos Jovens de Chopin"
- Competição Nacional de Cinema Amador Polonês
- Concurso Nacional de Violão Clássico
- Concurso Nacional Polonês de Poesia para o "Nagrodę Milowego Słupa".
- Festival Jazzonalia
- Cabaret e Stage Derby
- HardCore Show - uma série de concertos de punk hardcore entre 1998-2005
- Punk Sunshine - uma série de concertos punk, hardcore punk, crust punk

### Centros culturais
- Centro de Cultura e Arte de Konin
- Casa de Cultura Konin
- Centro de Cultura da Juventude
- Centro de Cultura Comunitária de Zatorze
- Casa de Cultura Oskard
- Centro de Cultura Cristã
- Clube "Energetyk" (atualmente pertencente ao Centro de Cultura Juvenil)
- Clube "Hutnik"
- Estúdio "Pax" - cena musical hardcore

### Bibliotecas
- Biblioteca PWSZ
- Biblioteca Pública Municipal
- Biblioteca Pública Pedagógica

### Cinemas
- "Centro"
- "Helios"
- "Oscar"
- "Górnik" - antigo teatro de cinema "Polonia" (atualmente fechado)

### Galerias
- "Giotto"
- "Wieża ciśnień"
- "Przegląd koniński"
- "Łaźnia"
- "Wieża bez ciśnień"
- "Pod Biblioteką"
- "Zakątek"
- "Na Glince"

## Religião
Em Konin existem 10 igrejas católicas, 5 protestantes e dois salões do reino das Testemunhas de Jeová. Até 1924, no trecho norte da Praça Wolności, havia uma igreja ortodoxa regimental da Santíssima Trindade, construída por volta de 1890, demolida na década de 1920.

## Esporte e recreação
A cidade de Konin possui 18 clubes e 10 instalações esportivas